# Josephine Douglas
Josephine Douglas (6 de octubre de 1926 – 12 de julio de 1988) fue una actriz británica.

## Biografía
Nacida en Huddersfield, Inglaterra, empezó su carrera interpretando papeles menores en varios filmes británicos de la década de 1950, entre ellos el de Alfred Hitchcock Stage Fright (1950). 
Sin embargo, es mejor recordada como coproductora y presentadora del primer programa televisivo británico de listas de éxitos musicales, Six-Five Special, entre 1957 y 1958. 
Además de dichas actividades, Douglas fue panelista en diversos concursos televisivos. En su faceta de productora sus trabajos más destacados fueron los filmes Our Miss Fred (1974) y Dracula AD 1972 (1972) y la serie televisiva Virgin of the Secret Service (1968).
Josephine Douglas falleció en 1988 en Horsham, Inglaterra.